# Gary Sheffield
Gary Antonian Sheffield (18 de noviembre de 1968) es un exjardinero estadounidense de béisbol profesional. Jugó con ocho equipos en las Grandes Ligas desde 1988 hasta 2009. Actualmente trabaja como agente deportivo.
Por la mayor parte de su carrera, Sheffield defendió el jardín derecho, aunque también jugó como jardinero izquierdo, tercera base, campocorto y primera base. Jugó con los Milwaukee Brewers, San Diego Padres, Florida Marlins, Los Angeles Dodgers, Atlanta Braves, New York Yankees, Detroit Tigers y New York Mets.

## Carrera profesional
Fue seleccionado por los Cerveceros en la primera ronda del draft de 1986 como la sexta selección global.
Al momento de su retiro en 2009, Sheffield ocupaba la segunda posición entre todos los jugadores activos en base por bolas (1,475), tercero en carreras anotadas (1,636), cuarto en carreras impulsadas (1,676), quinto en hits (2,689) y jonrones (509), y sexto en golpes recibidos (135). El 17 de abril de 2009, bateó su jonrón 500.